# Saihō-ji

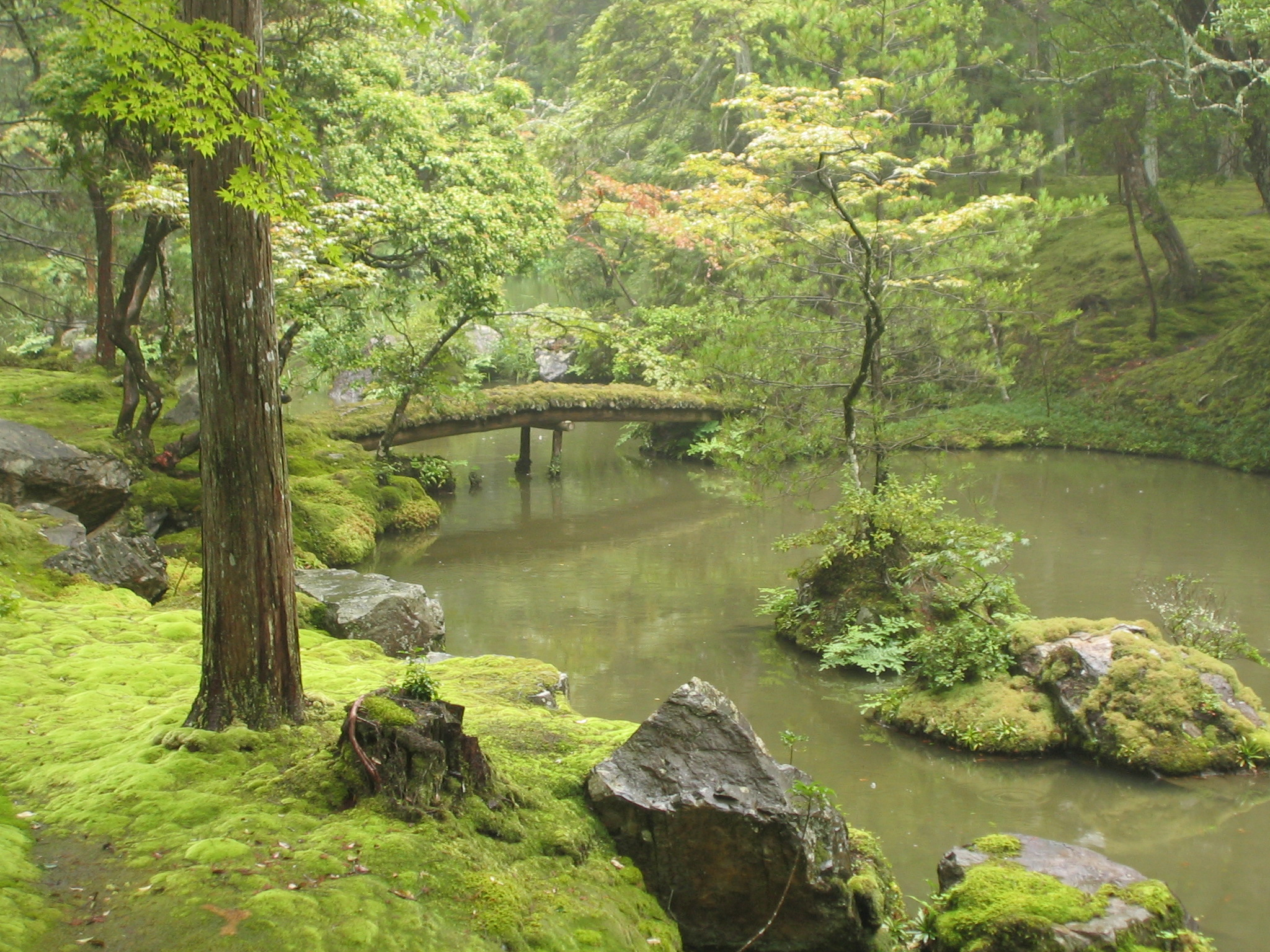
Vista de l'estany kokedera

Saihō-ji (en japonès: 西芳寺, 'el temple de les fragàncies de l'oest') és un temple budista zen situat als afores de l'oest de Kyoto. El temple és, sobretot, conegut amb el nom de Kokedera (en japonès: 苔寺, 'temple de les molses'), a causa de les 120 espècies de molses que conté. El temple, pertanyent al corrent Rinzai-shu del budisme, és dedicat al buda Amitābha. El temple està inscrit al Patrimoni de la Humanitat de la UNESCO com heretatge cultural, formant part dels temples de Kyoto.

## Origen i història
Segons la tradició del temple, l'indret va ser primer de tot la residència de vacances del príncep Shōtoku ('príncep').
Un sacerdot del període Nara, Gyoki Bosatsu, que va fundar 49 temples a les províncies centrals, el va transformar aleshores en un temple consagrat a la dea Amitābha. El temple es deia ja als inicis Saihō-ji, però els caràcters utilitzats eren diferents dels caràcters actuals (en japonès: 西方寺, 'temple de la direcció de l'oest').
Alguns segles més tard, al començament del període Muromachi, el gran sacerdot del temple veí de Matsuo-jinja, Fujiwara Chikahide, va voler fer nou el temple de Saihō-ji. En el segon any del període Rekio (1339), es va retirar al temple per dedicar-se a l'oració. Hi va tenir la revelació que havia de confiar la direcció del temple al distingit sacerdot Muso Soseki, del temple Rinsen-ji.
Muso va acceptar i s'hi va instal·lar. Fou ell qui va dissenyar el jardí segons els seus propis gustos. Apreciant l'art del jardí japonès i tenint talents en aquest àmbit, va posar tot el cor en aquest treball.
Muso Kokushi és considerat com el restaurador del Saihō-ji.
El temple va ser incendiat durant la Guerra Ōnin, i va ser inundat dues vegades durant el període Edo. Va caure en ruïnes. Es pensa que el conreu de les molses és una tradició que data de la fi del període Edo.
Fins a 1977, les visites al temple eren lliures. Però a conseqüència dels danys ocasionats a les molses, s'han pres mesures per fer abaixar el nombre de visitants. A partir d'aquesta data, es va exigir una demanda escrita i una ofrena al temple per poder visitar-lo. El nombre de visitants va disminuir. Ara, la puntualitat, cants religiosos i un petit exercici de cal·ligrafia formen part de les obligacions de cada visitant, immergint-lo en l'ambient del temple.

## El temple
El temple és cèlebre pel seu jardí únic, on són conreades 120 espècies de molses diferents. El jardí està organitzat al voltant d'un estany la forma del qual recorda el caràcter xinès 心, que significa 'cor'.
Al voltant de l'estany, tres cases de te permetien aprofitar certes perspectives del jardí practicant la cerimònia del te. Al voltant de l'estany, també s'hi troben alguns temples.

## Accés i visites
Per tal de visitar el Saihō-ji, és necessari dipositar una demanda adreçada al temple, els formularis de la qual estan disponibles al centre d'informació turística. Caldrà disposar d'una adreça al Japó per a rebre la resposta del temple.
La puntualitat és de rigor quan s'arriba al temple.
Cal preveure una donació al temple d'un mínim de 3.000¥ per visitant (els donarà en un embolcall).
Els mesos de maig i de juny són considerats com els millors per a visitar-lo.
S'accedeix al Saihō-ji amb autobús des de l'estació Shijo, situada sobre la Karasuma subway line. Cal baixar a la parada Kokedera-michi (苔寺道 en japonès, 'camí del temple de les molses').